# 錢籍
錢籍（1498年—1557年），字汝載，號海山，南直隸蘇州府常熟縣人，民籍。

## 生平
七月十九日生，行三，治《書經》，由國子生中式正德十四年（1519年）己卯科應天府鄉試第九十九名舉人，年三十五歲中式嘉靖十一年（1532年）壬辰科会试第二百九十六名，第三甲第一百七十名進士。觀刑部政，授遂安县知县，陞南京广西道御史，嘉靖十八年（1539年）革职。

## 家族
曾祖錢恂；祖錢文吉，遇例冠帶；父錢廷佐；母孫氏。具慶下，妻徐氏，繼妻趙氏；丁氏；兄節；箕，弟笙；策；篥；筌；竺；籌；範；簡；篇；箴；符，子宇；宁；守。